# Courtisan
 (avril 2024).
 (juin 2025).
Un courtisan ou une courtisane est étymologiquement une personne, souvent de haut-rang, attachée à la cour du souverain et dont il partage parfois l'entourage.
Si, en langue française, le sens de « courtisan » est resté relativement stable dans le temps, « courtisane » s'est en revanche vu conférer une seconde signification, renvoyant à une prostituée de luxe ou une demi-mondaine – par une importation d'un glissement dans la langue italienne vers la fin du XVe siècle.

## Courtisan

### Définition du courtisan
Au contraire de la courtisane, le courtisan n'a aucun rapport avec la prostitution[réf. nécessaire].
Un courtisan est un homme souvent haut placé, par sa fortune ou sa naissance, et qui fréquente la cour, ou est attaché à la cour au service d'un souverain (prince, roi, empereur, voire président ou encore pape). Pour garder son influence et les bonnes grâces de son souverain, il le courtise et cherche à lui plaire, notamment par des manières obséquieuses et flatteuses. Soucieux avant tout de complaire à celui auquel il s'attache, le  courtisan lui dit souvent « oui » sans se soucier du bien-fondé de ce qu'il peut dire. Le comportement idéal et l'ethos du courtisan est présenté avec soin dans le manuel de savoir vivre, Le Livre du courtisan que l'on doit à Baldassare Castiglione (1528).

### Citation
Le terme de courtisan ou de courtisane a évolué pour prendre plusieurs sens, pouvant désigner, au féminin, une prostituée ou simplement une concubine, ou encore, par exemple dans le Discours de la servitude volontaire d'Étienne de La Boétie celui (ou celle) qui s'asservit au souverain, devenant ses yeux et ses oreilles, devançant ses désirs (voir citation ci-dessous).

« Le laboureur ou l'artisan, pour tant asservis qu'ils soient, en sont quittes en obéissant ; mais le tyran voit ceux qui l'entourent, coquinant et mendiant sa faveur. Il ne faut pas seulement qu'ils fassent ce qu'il ordonne, mais aussi qu'ils pensent ce qu'il veut, et souvent même, pour le satisfaire, qu'ils préviennent aussi ses propres désirs. Ce n'est pas tout de lui obéir, il faut lui complaire, il faut qu'ils se rompent, se tourmentent, se tuent à traiter ses affaires et puisqu'ils ne se plaisent que de son plaisir, qu'ils sacrifient leur goût au sien, forcent leur tempérament et le dépouillent de leur naturel. Il faut qu'ils soient continuellement attentifs à ses paroles, à sa voix, à ses regards, à ses moindres gestes : que leurs yeux, leurs pieds, leurs mains soient continuellement occupés à suivre ou imiter tous ses mouvements, épier et deviner ses volontés et découvrir ses plus secrètes pensées. Est-ce là vivre heureusement ? Est-ce même vivre ? Est-il rien au monde de plus insupportable que cet état, je ne dis pas pour tout homme bien né, mais encore pour celui qui n'a que le gros bon sens, ou même figure d'homme ? Quelle condition est plus misérable que celle de vivre ainsi n'ayant rien à soi et tenant d'un autre son aise, sa liberté, son corps et sa vie ! »

— Étienne de La Boétie, Discours de la servitude volontaire ou Contr'Un (traduction française moderne Payot 1976)

## Courtisane

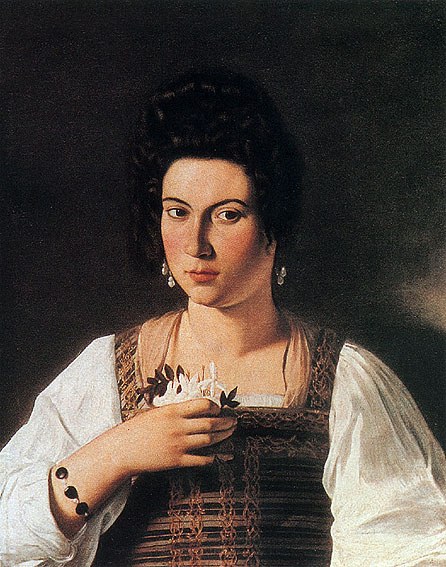
Fillide Melandroni (Portrait d'une courtisane par Le Caravage, 1601, tableau conservé au Bode-Museum)

### Définition de la courtisane
Le mot « courtisane » peut être employé comme un euphémisme pour désigner une prostituée de luxe[réf. nécessaire]. Il a notamment été employé dans ce sens du XVIIIe siècle jusqu'au milieu du XXe siècle, de même que celui de cocotte, particulièrement en vogue sous le Second Empire, ou le terme plus élégant de demi-mondaine.
Cet emploi semble venir du fait que les femmes haut placées à la cour des rois de France ont souvent été les maîtresses du souverain, d'où un glissement de sens de « courtisane » à « maîtresse intéressée », puis prostituée.
« Courtisane » conserve cependant une connotation luxueuse qui en fait une catégorie à part dans le monde de la prostitution. Ainsi, Cora Pearl (1835-1886) entretenait une liaison avec le duc de Morny et Laure Hayman (1851-1932), avec le roi de Grèce ou l'écrivain Paul Bourget.
La différence entre une prostituée et une courtisane tient à ce que celles-ci acquièrent souvent une « couverture » mondaine ou artistique plus en vue (écrivaine, sculptrice, poétesse, actrice, chanteuse...), à l'instar des oiran du Japon. Elles vivaient avec des hommes célèbres (écrivains, artistes...), politiques, riches hommes d'affaires, nobles (prince, comte, roi, empereur), hommes d'Église, etc. Certaines courtisanes ont eu une influence bien supérieure à leur statut, auprès des hommes qui les entretenaient.
L'argent, la célébrité, les titres de noblesse et une reconnaissance sociale restent l'objectif premier de la courtisane qui veut faire oublier ce passé érotique, elles représenteraient pour certains le côté romantique et idéalisé de la prostitution, alors que les autres « prostituées » vont avec le peuple, les soldats... et meurent souvent sans argent et de maladies sexuellement transmissibles. C'est pourquoi elles ne sont pas considérées comme courtisanes.
Certains nobles aux XVIIIe et XIXe siècles racontent avoir été ruinés par des courtisanes[réf. nécessaire].

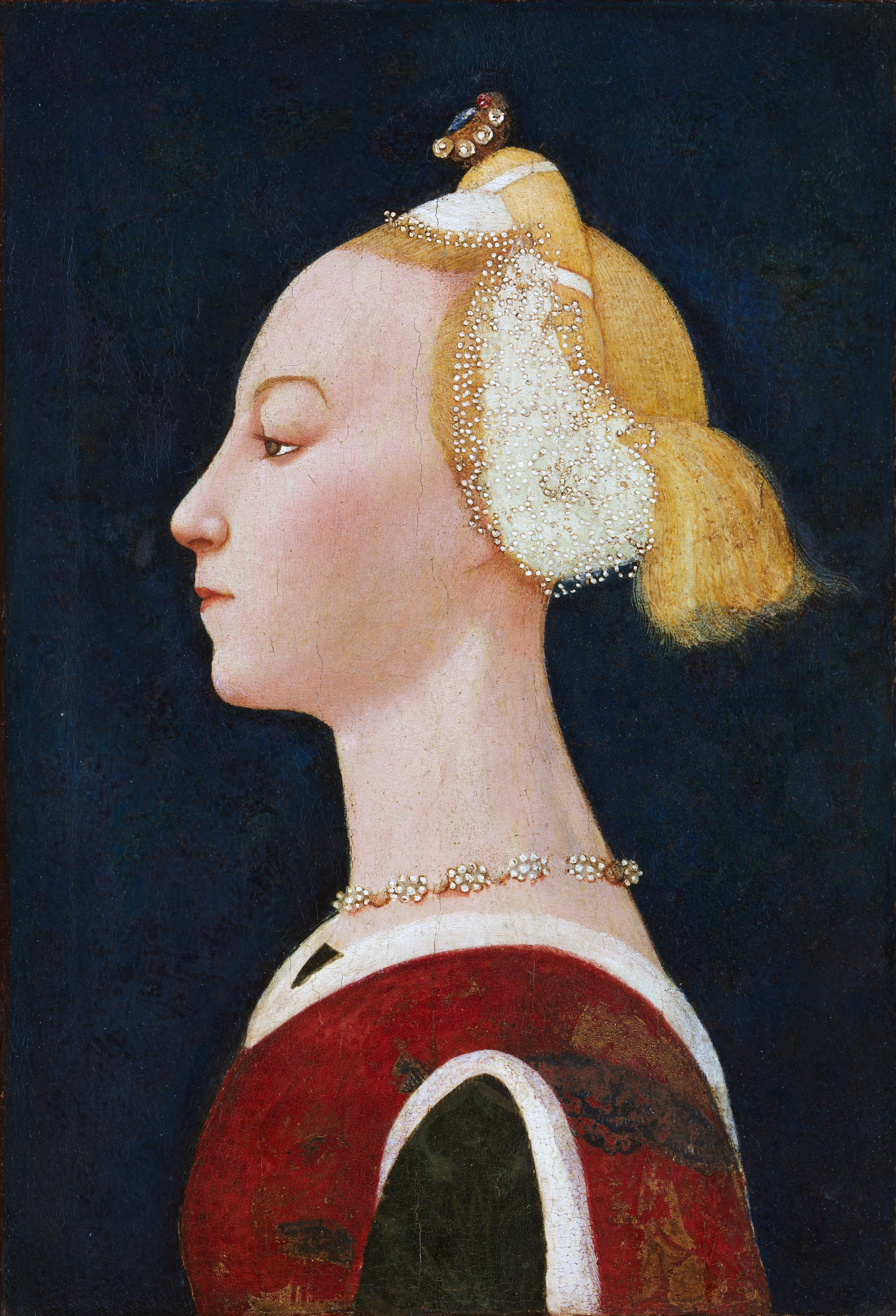
Portrait d'une dame par Paolo Uccello, circa 1450, Florence.

Dans l'art, les courtisanes sont représentées sous les traits d'une muse, d'un ange, d'une Ève, d'une Vénus, Aphrodite, d'une vierge ou encore dans les trois âges, souvent sans citer leur véritable nom.

### Listes des courtisanes célèbres

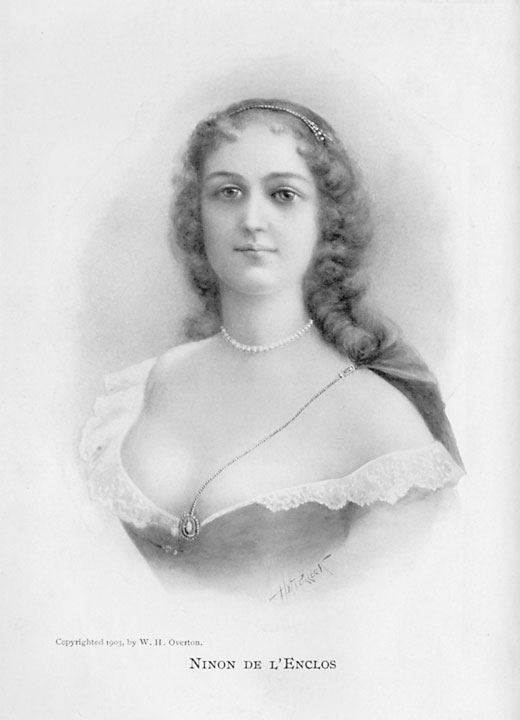
Ninon de Lenclos

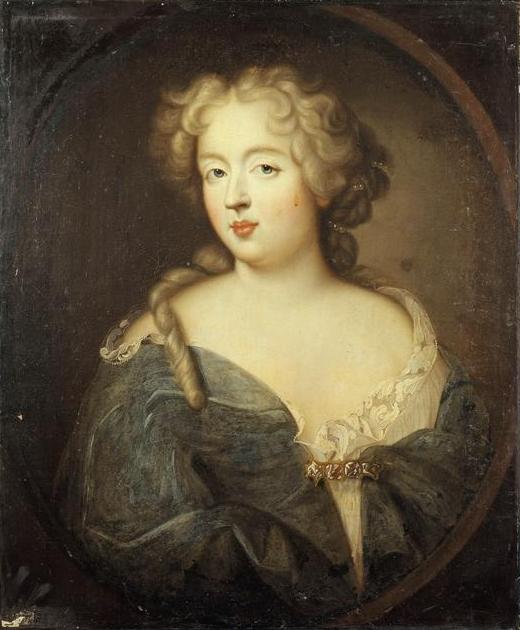
Madame de Montespan

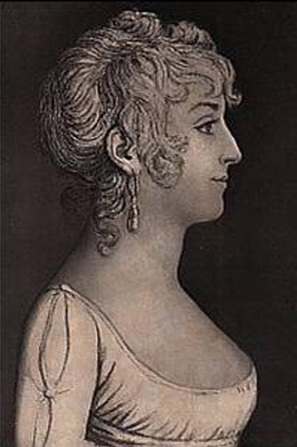
Ida Saint-Elme

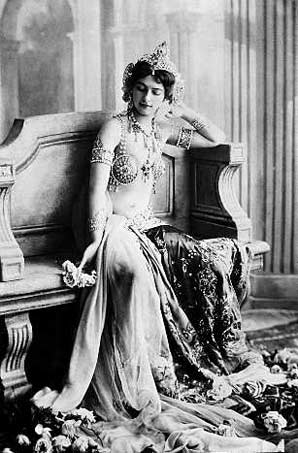
Mata Hari

#### Antiquité
Dans l'empire romain, l’histrion et la comédienne avaient l'obligation d'accomplir ce métier jusqu'à la fin de leur vie, sans pouvoir le quitter, malgré le stigmate associé. Saint Jean Chrysostome dans son Homélie 67, 3 In Matthaeum, raconte ainsi la conversion d’une courtisane fameuse qui se fit religieuse dans un couvent : « Je me souviens que lorsque j’étais jeune, une célèbre courtisane de Phénicie paraissait sur le théâtre avec grand éclat et qu’on ne parlait que d’elle, non seulement en ce pays, mais dans toute la Cilicie et la Cappadoce. On sait combien de familles elle a ruinées, et combien de jeunes hommes elle a surpris. On dit même qu’elle usait de la magie, et que, comme si sa beauté naturelle n’eût pas suffi pour corrompre assez de personnes, elle y ajoutait ces détestables artifices pour enchanter les hommes de son amour. Le frère de l’impératrice même s’y laissa surprendre, tant il était difficile de se défendre de ce piège du démon. Sa conversion fut si sincère qu’elle ne revint jamais plus à son passé. Le préfet de la ville envoya des gens armés pour se saisir de sa personne ; mais ils ne purent jamais la retirer du milieu d’une troupe de pieuses vierges qui l’avaient reçue. »
- Rhodope (VIe siècle av. J.-C.), hétaïre grecque
- Thargélia (VIe – Ve siècles av. J.-C.), hétaïre grecque
- Ambapali (VIe – Ve siècles av. J.-C.), nagarvadhu et arhat indienne
- Aspasie (470 av. J.C.- 400 av. J.C.), hétaïre grecque
- Laïs de Corinthe (?-340 av. J.C.), hétaïre grecque
- Thaïs (400 av. J.C.-?), hétaïre grecque
- Lamia (340 av. J.C-?), hétaïre grecque
- Phryné (IVe siècle av. J.-C.), hétaïre grecque
- Nééra (IVe siècle av. J.-C.), hétaïre grecque
- Nicarète de Mégare (IVe siècle av. J.-C.), hétaïre et philosophe grecque
- Léontion (IIIe siècle av. J.-C.), hétaïre et philosophe grecque
- Bilistiche (IIIe siècle av. J.-C.), hétaïre grecque
- Messaline (20-48), épouse de l'empereur romain Claude
- Afre d'Augsbourg (?-304), prostituée et martyre chrétienne
- Théodora (500-548), épouse de l'empereur byzantin Justinien

#### DuMoyen Âgeà la fin duXVIIesiècle
- Li Ye (?-784), courtisane et poétesse chinoise
- Xue Tao (770-832), courtisane et poétesse chinoise
- Yu Xuanji (844-871), courtisane et poétesse chinoise
- Dame Ise (875-938), concubine de l'empereur Uda et poétesse japonaise
- Li shishi (? - ?) Courtisane chinoise sous l'empire de la dynastie Song (960 - 1279)
- Jane Shore (1445-1527), maîtresse du roi d'Angleterre Édouard IV
- Imperia (1486-1522), courtisane italienne
- Hwang Jini (1506-1560), kisaeng et poétesse coréenne
- Tullia d'Aragon (1510-1556), courtisane et philosophe italienne
- Veronica Franco (1546-1591), courtisane et poétesse italienne
- Ma Shouzhen (1548-1604), courtisane et peintre chinoise
- Xue Susu (1564-1650), courtisane et peintre chinoise
- Fillide Melandroni (1581-1618), courtisane et modèle italien
- Wang Wei (1597-1647), courtisane et écrivaine chinoise
- Li Yin (1610/1616-1685), courtisane et peintre chinoise
- Marion Delorme (1613-1650), courtisane française
- Liu Rushi (1618-1664), courtisane et poète chinoise
- Gu Mei (1619-1663/1664), courtisane et peintre chinoise
- Ninon de Lenclos (1620-1705), courtisane et salonnière française
- Lucy Walter (1630-1658), maîtresse du roi d'Angleterre Charles II
- Nell Gwynne (1650-1687), maîtresse du roi d'Angleterre Charles II

#### DuXVIIIeauXXesiècle
- Justine Paris (1705-1774), courtisane et entremetteuse française
- Marguerite Gourdan (1727-1783), courtisane et entremetteuse française
- Marie-Louise O'Murphy (1737-1814), maîtresse du roi de France Louis XV
- Sophie Arnould (1740-1802), actrice française
- Madame du Barry (1743-1793), courtisane puis favorite du roi de France Louis XV
- Marie-Madeleine Guimard (1743-1816), courtisane et danseuse française
- Rosalie Duthé (1748-1830), courtisane française
- Begum Samru (1750-1836), courtisane et souveraine de Sardhana
- Anne-Victoire Dervieux (1752-1826), courtisane et chanteuse d'opéra française
- Grace Elliott (1754-1823), maîtresse de Louis-Philippe d'Orléans
- Dorothea Jordan (1761-1816), actrice, maîtresse du roi du Royaume-Uni Guillaume IV
- Emma Hamilton (1765-1815), courtisane et maîtresse d'Horatio Nelson
- Mah Laqa Bai (1768-1824), courtisane, philanthrope et poétesse ourdou indienne
- Mademoiselle Lange (1772-1816), courtisane et actrice française
- Ida Saint-Elme (1778-1845), courtisane et aventurière néerlandaise
- Sophie Dawes (1790-1840), courtisane et maîtresse de Louis VI Henri de Bourbon-Condé
- Jane Digby (1807-1881), aristocrate et aventurière anglaise
- La Païva (1819-1884), demi-mondaine française
- Lola Montez (1821-1861), danseuse et courtisane irlandaise
- Apollonie Sabatier (1822-1890), courtisane et peintre française
- Marie Duplessis (1824-1847), courtisane française
- La Reine Pomaré (1825-1846), danseuse et courtisane française
- Constance Quéniaux (1832-1908), danseuse et modèle français
- Cora Pearl (1835-1886), demi-mondaine anglaise
- Virginia de Castiglione (1837-1899), aristocrate et espionne piémontaise
- Jeanne Detourbay (1837-1908), courtisane et salonnière française
- Marguerite Bellanger (1838-1886), actrice et maîtresse de Napoléon III
- Blanche d'Antigny (1840-1874), actrice et demi-mondaine française
- Athalie Manvoy (1843-1887), actrice et demi-mondaine française
- Valtesse de la Bigne (1848-1910), demi-mondaine française
- Méry Laurent (1849-1900), salonnière et demi-mondaine française
- Laure Hayman (1851-1939), salonnière et demi-mondaine française
- Berthe de Courrière (1852-1916), demi-mondaine française
- Lillie Langtry (1853-1929), actrice britannique
- Eugénie Fougère (1861-1903), courtisane française
- Marthe de Florian (1864-1939), demi-mondaine française
- Caroline Otero (1868-1965), danseuse et demi-mondaine française
- Alice Keppel (1868-1947), maîtresse du roi du Royaume-Uni Édouard VII
- Marguerite Steinheil (1869-1954), salonnière et demi-mondaine française
- Liane de Pougy (1869-1950), écrivaine et demi-mondaine française
- Émilienne d'Alençon (1870-1945), demi-mondaine française
- Sai Jinhua (1874-1936), courtisane chinoise
- Mata Hari (1876-1917), danseuse et espionne néerlandaise
- Mathilde Kschessinska (1872-1971), ballerine russe
- Geneviève Lantelme (1883-1911), courtisane et actrice française

## Personnages de fiction

### Littérature
- Ambre dans le roman éponyme de Kathleen Winsor
- Diao Chan de l'Histoire des Trois Royaumes de Luo Guanzhong (XIVe siècle)
- Bianca d'Othello ou le Maure de Venise de William Shakespeare, 1604
- La Dame aux camélias d'Alexandre Dumas fils, 1848
- Nana d'Émile Zola, 1880
- La lionne du boulevard, Alexandra Lapierre, 2011

### Dans les mangas
- Kenshin le vagabond
- Asu no Yoichi!
- Basilisk...
- Kozuki Hiyori dans One Piece de Eiichirō Oda
- Les Carnets de l'Apothicaire, l’héroïne principale Mao Mao habite dans les quartiers des plaisirs

### Au cinéma
- Le Roman de Marguerite Gautier de George Cukor
- Splendeurs et misères des courtisanes de Maurice Cazeneuve
- Moll Flanders, ou les mémoires d'une courtisane de Pen Densham (1996)
- La Courtisane (Dangerous Beauty) de Marshall Herskovitz
- Kama Sutra de Mira Nair
- Moulin Rouge